# Pavlo Sjeremeta
Pavlo Mychajlovytj Sjeremeta (ukrainska: Павло Михайлович Шеремета), född 23 maj 1971 i Lvov i Ukrainska SSR i Sovjetunionen  (nu Lviv i Ukraina), är en ukrainsk politiker som 27 februari 2014 tillträdde som tillförordnad minister för ekonomisk utveckling och handel i Ukraina.
I slutet på augusti 2014 erbjudit han att avgå, då han är frustrerad över svårigheterna att genomföra ekonomiska reformer. På sin Facebook-sida skrev Sjeremeta att han inte längre ville ”kämpa mot gårdagens system”. Han avgick förmält 2 september.